# App album
L’app-album (o disco-app) è un album musicale inserito all’interno di un’applicazione per smartphone o tablet, che consente all’utente di interagire con il materiale artistico presente o di approfondirne la conoscenza con contenuti speciali e multimediali. Trattandosi di software per dispositivi mobile, gli app-album possono essere scaricati dai digital store compatibili con i differenti sistemi operativi per cellulari o tablet, come ad esempio App Store per iOS e Play Store per Android.
Il primo app-album conosciuto risale al marzo 2011. Intitolato The National Mall e pubblicato dal duo americano Bluebrain, il software era caratterizzato per l’integrazione di geolocalizzazione e brani, i quali cambiavano mentre l’ascoltatore si muoveva nell’area del National Mall di Washington.
Qualche mese dopo, l’artista islandese Björk firma il più celebre degli app-album, Biophilia, articolato in un’applicazione madre e dieci ulteriori applicazioni a cui hanno collaborato artisti, scienziati, designer, narratori, ingegneri elettronici. Il brano d’apertura, Cosmogony, rappresenta la galassia tridimensionale, che ospita le dieci stelle, ovvero i brani dell’album. Biophilia è stata anche la prima applicazione a essere aggiunta alla collezione permanente di un museo, il MoMA di New York.
Tra gli altri artisti internazionali che hanno utilizzato app multimediali per diffondere la propria musica, a diversi livelli di interazione con gli utenti, ci sono anche i Massive Attack con Fantom, Peter Gabriel con Music Tiles e i Radiohead con PolyFauna.
Il primo app-album realizzato da musicisti italiani è Elettro Acqua 3D, pubblicato nell’ottobre 2018 dal cantautore Marco di Noia e dall’esperto di musica elettronica Stefano Cucchi, attraverso una licenza speciale rilasciata dalla Siae. L’album offre l’esperienza sonora del 3D audio per cuffie o auricolari, contenuti di approfondimento e il featuring con un visual artist.